# Xicohtzinco
Xicohtzinco är en stad och kommun i Mexiko. Den ligger i delstaten Tlaxcala, 100 km öster om huvudstaden Mexico City. Samhället och kommunen har 12 255 invånare.